# Че-27
Че-27 —   Двухмоторный, пятимесячный гидросамолёт. 
Был построен в России, прошёл испытания в 2003 году, особенностью самолёта является разборная конструкция, это позволяет свободно демонтировать крылья и погрузить весь самолёт на прицеп машины.

## ТТХ
- Двигатели, количество, мощность: Ротакс-912, 2x100 л. с.
- Размах крыла: 12.8 м
- Длина: 7.89 м
- Высота: 2.68 м
- Вместимость: 1+4 чел. х 70 кг + по 5 кг личного багажа = 375 кг.
- Скорость макс. допустимая: 250 км/час
- Расход топлива: 28 л/час.
- Дальность полёта с учётом: 30 мин. резерва на запасной км. 900